# Værum
Værum er en mindre landsby i Østjylland med 299 indbyggere  (2024). Værum er beliggende ni kilometer sydvest for Randers og tre kilometer sydvest for Randers bydelen Haslund. Byen ligger syv kilometer øst for Langå.
Værum Kirke ligger i byen.
Byen ligger i Region Midtjylland og hører under Randers Kommune. Værum er beliggende i Værum Sogn.